# 狭叶毛蕨
狭叶毛蕨（学名：Cyclosorus pumilus）为金星蕨科毛蕨属下的一个种。其种加词“pumilus”意为“矮小的”。
现为Christella jinghongensis (Ching ex K. H. Shing) A. R. Sm. & S. E. Fawc.的异名。